# Deimos (astronomia)
Deimos (Δεῖμος, in lingua greca, indicato anche come Marte II) è il più piccolo ed esterno dei due satelliti naturali di Marte (l'altro è Fobos). In rotazione sincrona col pianeta, percorre un'orbita quasi circolare, assai prossima al piano equatoriale marziano, in 30,30 ore, periodo di poco superiore a quello di rotazione del pianeta rosso. Di forma irregolare, possiede un diametro medio di 12,4 km e una massa stimata in 1,4762×1015 kg, con una densità media di 1,471×103 kg/m³. La sua composizione, ritenuta simile a quella degli asteroidi di tipo D e dei nuclei cometari estinti, pone serie difficoltà agli studiosi che cercano di spiegare la sua origine.
Non risolvibile dalla Terra, se non come un punto luminoso, è stato oggetto di osservazioni ravvicinate nel corso dell'esplorazione spaziale del pianeta rosso. La sua superficie, fotografata quasi nella sua interezza, è ricoperta da uno spesso strato di regolite dal colore rossastro e presenta delle striature più chiare che si concentrano sui crinali dei piccoli altopiani e dei rilievi. Nonostante sia altamente craterizzata, appare in realtà molto liscia, avendo probabilmente subito un processo di degradazione sismica.
Scoperto il 12 agosto 1877 dall'astronomo statunitense Asaph Hall, il satellite è stato così nominato su suggerimento di Henry Madan dal personaggio della mitologia greca Deimos, uno dei figli di Ares e Afrodite.

## Osservazione

### Dalla Terra
L'osservazione di Deimos dalla Terra è ostacolata dalle sue ridotte dimensioni e dalla sua vicinanza al pianeta rosso. È osservabile solo per un limitato periodo di tempo, quando Marte è prossimo all'opposizione, e appare come un oggetto puntiforme senza che sia possibile risolverne la forma. In tale circostanza Deimos raggiunge una magnitudine di 12,8, inferiore di circa una magnitudine rispetto a quella raggiunta da Fobos (11,6). Marte per confronto può raggiungere una magnitudine massima di −2,8 risultando più di un milione di volte più luminoso di Deimos. Inoltre Fobos e Deimos all'opposizione si discostano in media dal pianeta rispettivamente 24,6 e 61,8 arcosecondi. Ciò rende più semplice osservare Deimos che non Fobos.
Per procedere alla loro osservazione, in condizioni particolarmente favorevoli, è necessario disporre di un telescopio di almeno 12 pollici (30,5 cm).  Utilizzare un elemento che occulti il bagliore del pianeta e dispositivi per la raccolta di immagini quali lastre fotografiche o CCD, con esposizioni di alcuni secondi, risulta d'aiuto.

### Da Marte

Deimos (sinistra) e Fobos (destra) fotografati dal rover Spirit dalla superficie di Marte

Visto dalle latitudini equatoriali della superficie di Marte Deimos appare come una stella brillante o un pianeta. Un osservatore ne potrebbe rilevare la variabilità, dovuta al fenomeno delle fasi, già nel corso di una notte. Al suo massimo, corrispondente a una fase di Luna piena o di opposizione, presenta un diametro angolare di circa 2' e raggiunge una magnitudine di −0,1, poco più grande di come appaia Venere visto dalla Terra.
Nel cielo notturno di Marte viene abbondantemente surclassato da Fobos che all'opposizione appare grande quanto un terzo della Luna vista dalla Terra e raggiunge una magnitudine massima di −3,9 e, in alcune circostanze, da Giove. Poiché l'orbita di Deimos è relativamente vicina a Marte ed è caratterizzata da una minima inclinazione equatoriale, il satellite non è osservabile da latitudini maggiori di 82°.

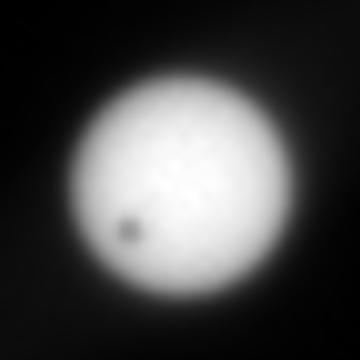
Un transito di Deimos da Marte, visto dal rover Opportunity il 4 marzo 2004

Poiché si trova appena al di sopra dell'orbita areosincrona (il suo periodo orbitale, pari a circa 30,5 ore, è di poco superiore al giorno solare marziano, corrispondente a 24,5 ore), Deimos attraversa il cielo molto lentamente da est, dove sorge, a ovest, dove tramonta 2,7 giorni dopo.
Il diametro angolare del Sole visto da Marte è di circa 21'. Di conseguenza, non possono verificarsi eclissi totali sul pianeta, perché entrambe le lune sono troppo piccole per coprire il disco solare nella sua interezza. Deimos transita sul disco solare una volta al mese circa, ma il fenomeno che dura circa un minuto e mezzo rimane poco visibile.

### Marte visto da Deimos
Deimos mostra sempre la stessa faccia al pianeta, come la Luna alla Terra. Così, da tale faccia, Marte è sempre visibile, raggiungendo una dimensione di 16° (pari a circa 30 volte quella della Luna piena vista dalla Terra). Periodicamente è inoltre possibile osservare Fobos transitare sul disco del pianeta.

## Storia delle osservazioni

### Anticipazioni

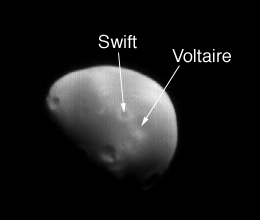
I due crateri Swift e Voltaire su Deimos, ripreso dalla sonda Mars Global Surveyor della NASA nel 2006

Le due lune di Marte furono "scoperte" prima nel mondo dell'immaginazione che in quello reale. Con un ragionamento tanto logico quanto assurdo all'inizio del XVII secolo Keplero aveva ipotizzato che Marte potesse avere due satelliti essendo allora noto che ne avesse uno il pianeta che lo precede, la Terra, e quattro quello subito seguente, Giove.
Nel 1726 Jonathan Swift, probabilmente ispirato dall'ipotesi di Keplero, nei suoi Viaggi di Gulliver fece descrivere agli scienziati di Laputa il moto di due satelliti orbitanti attorno a Marte. Voltaire, presumibilmente influenzato da Swift, fornì una descrizione analoga nel suo racconto filosofico Micromega del 1752. Al tempo di entrambi, i telescopi non erano abbastanza potenti da poter individuare satelliti così piccoli come Fobos e Deimos. Si tratta quindi solo di licenze letterarie.

### Scoperta

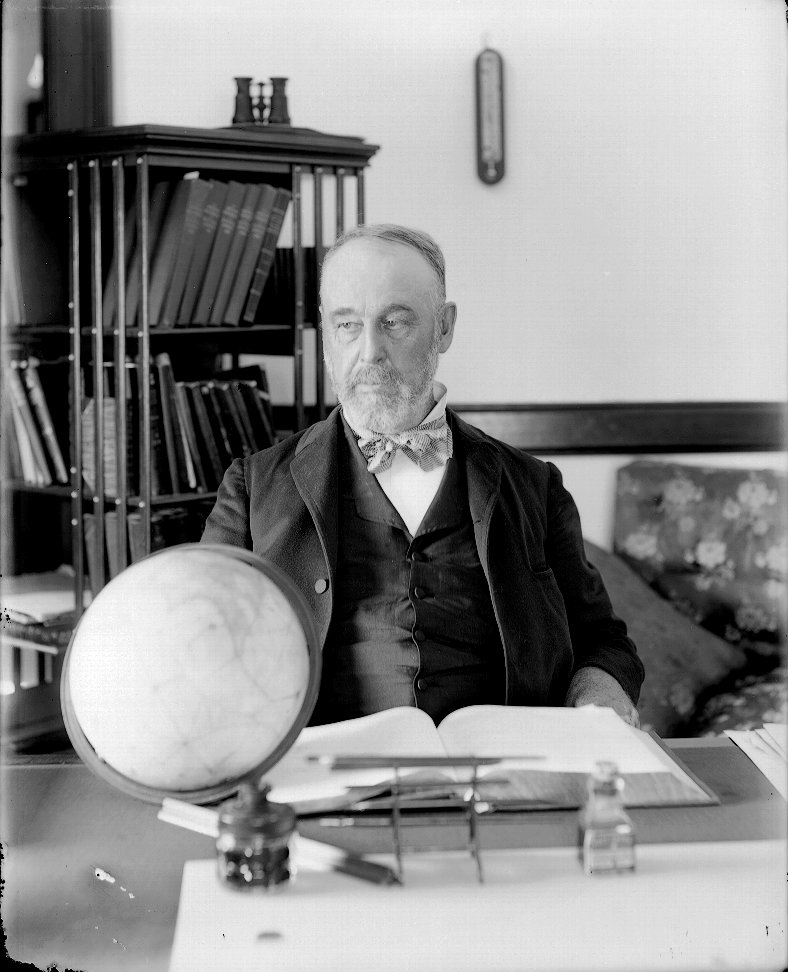
Asaph Hall

Asaph Hall scoprì Deimos il 12 agosto 1877 e Fobos il seguente 18 agosto (le fonti dell'epoca adottano la convenzione astronomica, precedente al 1925, che il giorno inizi a mezzogiorno; conseguentemente le scoperte sono riferite rispettivamente all'11 e al 17 agosto) con il telescopio rifrattore di 26 pollici (66 cm) di diametro dello United States Naval Observatory di Washington, il più potente allora esistente, inaugurato quattro anni prima. Hall in quel periodo stava cercando sistematicamente delle possibili lune di Marte. Il 10 agosto aveva già visto una luna del pianeta, ma, a causa del maltempo, non riuscì a identificarla se non nei giorni seguenti.
I nomi delle due lune, adottati inizialmente con la grafia Phobus e Deimus, furono proposti da Henry Madan (1838–1901), "Science Master" a Eton, e richiamano quelli dei personaggi di Fobos (paura) e Deimos (terrore) che, secondo la mitologia greca, accompagnavano in battaglia il loro padre, Ares, dio della guerra. Ares è l'equivalente greco della divinità romana Marte.
(Omero, Iliade, libro XV, 119-120)

### Osservazioni successive

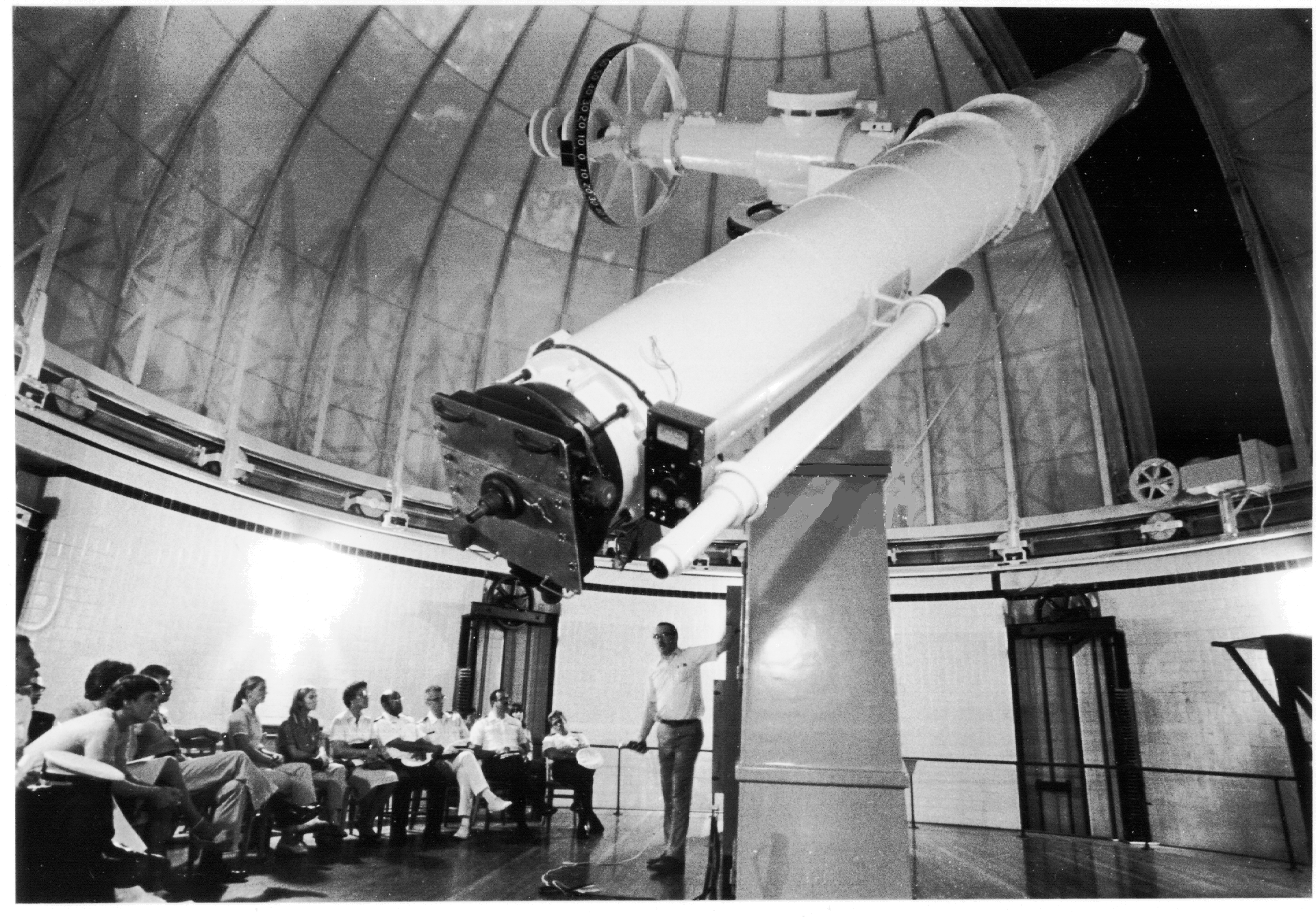
Il telescopio rifrattore dello United States Naval Observatory utilizzato per la scoperta e le successive osservazioni dei satelliti naturali di Marte

Le dimensioni e le caratteristiche orbitali dei satelliti di Marte hanno consentito, per lungo tempo, la loro osservazione solo in occasioni favorevoli, con il pianeta all'opposizione e i due satelliti in condizioni di elongazione adeguata, che ricorrono circa ogni due anni, con condizioni particolarmente favorevoli che si verificano circa ogni 16 anni. La prima configurazione favorevole si verificò nel 1879. Numerosi osservatori, in tutto il mondo, parteciparono alle osservazioni, con lo scopo di determinare con esattezza le orbite dei due satelliti.
Nei quarant'anni seguenti la maggior parte delle osservazioni (più dell'85% del totale di quelle compiute tra il 1888 e il 1924) avvennero presso due osservatori statunitensi, lo United States Naval Observatory e l'Osservatorio Lick, con l'obiettivo, tra gli altri, di determinare la direzione dell'asse di rotazione del pianeta. Tra il 1926 e il 1941 proseguì soltanto il Naval Observatory, con 311 osservazioni visuali. Dal 1941 in poi le osservazioni avvennero solo con la tecnica fotografica.
Nei quindici anni seguenti le ricerche furono poche o nulle e ripresero nel 1956, volte soprattutto a individuare eventuali altri satelliti. Aveva generato un rinnovato interesse, inoltre, l'ipotesi, avanzata da Bevan P. Sharpless nel 1945, che il moto di Fobos stesse accelerando, causando altresì una riduzione del semiasse maggiore dell'orbita. La controversia che ne seguì portò a nuove osservazioni astrometriche, volte cioè a determinare la posizione, negli anni sessanta e settanta, che coinvolsero entrambe le lune.
Nel 1988, in concomitanza con le missioni sovietiche del Programma Phobos, furono condotte osservazioni da Kudryavtsev e colleghi. Nei dieci anni seguenti, invece, le due lune non furono oggetto di alcuna osservazione, fino al 2003, quando osservazioni molto accurate furono condotte dall'osservatorio Lowell.
Nel 2005 sono state condotte osservazioni radar di entrambi i satelliti dal radiotelescopio di Arecibo, che hanno prodotto alcune stime della densità del materiale superficiale.

### Missioni spaziali

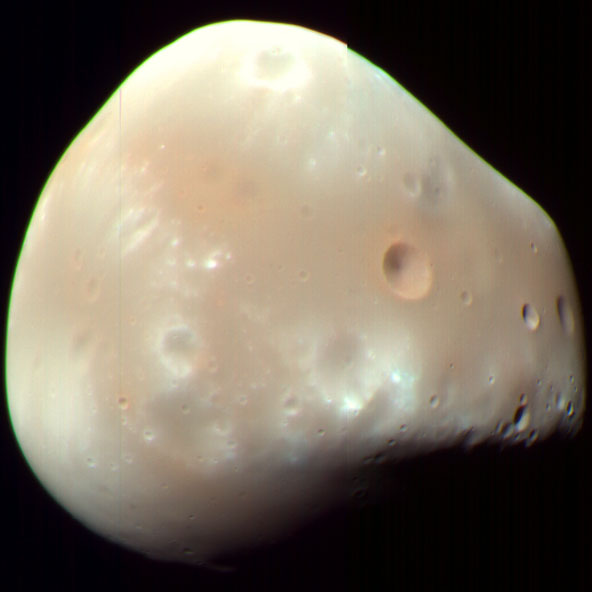
Deimos ripreso dal Mars Reconnaissance Orbiter della NASA nel 2009

Una svolta nello studio di Deimos è avvenuta grazie all'esplorazione spaziale del pianeta rosso. Le prime (sette) immagini ravvicinate del satellite furono raccolte dal Mariner 9 nel 1971 e permisero di determinarne le dimensioni, la forma e il periodo di rotazione; furono identificate alcune caratteristiche superficiali e fu rilevata la presenza di uno strato di regolite sulla superficie. L'orbita della sonda, che raggiunse una distanza minima di 5 940 km dalla luna, permise tuttavia di fotografare solo la faccia di Deimos rivolta verso Marte.
Nell'ottobre del 1977 il Viking 2 Orbiter eseguì alcuni sorvoli ravvicinati di Deimos, raggiungendo, nel suo avvicinamento massimo, una distanza di 20 km dalla superficie della luna. Ciò permise di migliorare la stima della sua massa e della sua densità. La sonda era dotata inoltre di sistemi di raccolta di immagini migliori rispetto a quelli del Mariner 9, con la capacità di eseguire limitate osservazioni anche nell'infrarosso. Le osservazioni permisero di stimare l'età della superficie e fornirono una spiegazione del perché essa apparisse più liscia rispetto a quella di Fobos; l'aspetto dei numerosi crateri presenti era stato infatti mascherato dalla regolite che li aveva riempiti.
Deimos era stato indicato come possibile obiettivo della sonda sovietica Fobos 2, se la missione di Fobos 1 verso l'omonima luna fosse riuscita. Fobos 1 tuttavia venne perduta il 2 settembre 1988, così Fobos 2 condusse solo delle osservazioni astrometriche di Deimos, fotografandolo il 27 febbraio 1989 da una distanza di circa 30 000 km, sullo sfondo della costellazione del Toro e di Giove.
L'11 agosto 2006, in occasione della ricorrenza della sua scoperta, la NASA ha pubblicato la prima e unica immagine di Deimos ripresa il 10 luglio dello stesso anno dalla sonda statunitense Mars Global Surveyor, da una distanza di 22985 km. L'orbita seguita dalla sonda ha impedito, infatti, che potessero verificarsi sorvoli ravvicinati. La sonda europea Mars Express ha condotto sia osservazioni astrometriche, sia spettroscopiche. L'unica immagine distribuita al pubblico dall'ESA raffigura entrambe le lune di Marte in un unico fotogramma, definito «pionieristico», ripreso il 5 novembre 2009. Infine, nel 2009 immagini a colori e ad alta risoluzione di Deimos sono state raccolte dal Mars Reconnaissance Orbiter.
Deimos è stato fotografato anche dalla superficie di Marte. Il lander Mars Pathfinder nel 1997 lo fotografò già la seconda notte su Marte e successivamente condusse alcune osservazioni spettroscopiche. Negli anni duemila, è stato ripreso dai rover Spirit e Opportunity sia in immagini notturne, sia in immagini diurne in occasione di transiti sul disco solare. Il 1º agosto 2013 il rover Curiosity - diretto in tali operazioni di Mark Lemmon - ha ripreso per la prima volta un transito di Fobos su Deimos.
Tra le proposte di missioni aventi specificatamente in Deimos il loro obiettivo c'è uno studio di fattibilità del 2004 dell'Agenzia spaziale europea, indicato come Deimos Sample Return TRS, per il recupero di un campione dal peso di 1 kg sulla superficie di Deimos e il suo trasporto sulla Terra. Nel 2010, inoltre, l'organizzazione amatoriale AMSAT-Deutschland ha proposto all'Agenzia spaziale tedesca (DLR) lo sviluppo di una missione spaziale low-cost verso Deimos, con un'ipotesi di lancio per il 2018.

## Parametri orbitali e rotazione

Simulazione delle orbite di Deimos e Fobos

Deimos percorre un'orbita prograda quasi circolare assai prossima al piano equatoriale di Marte. È inclinata infatti di 2,67° rispetto a tale piano, circa un grado e mezzo in più di quella di Fobos. Inoltre, essa è assai prossima all'essere areosincrona, cioè caratterizzata dall'avere un periodo di rivoluzione pari al periodo di rotazione del pianeta; Deimos infatti completa un'orbita in 30,30 ore, Marte una rotazione in 24,6 ore. Come anche Fobos, Deimos è in rotazione sincrona con il pianeta e in virtù di ciò rivolge sempre la stessa faccia verso la superficie marziana. L'asse di rotazione è perpendicolare al piano orbitale.
L'asimmetricità del campo gravitazionale marziano impartisce all'orbita di Deimos un moto di precessione degli apsidi e una retrogradazione dei nodi che si completano in circa 55 anni. Tuttavia, poiché l'orbita è quasi equatoriale, il suo aspetto complessivamente risulta poco variato. Infine, Deimos subisce una lenta decelerazione per effetto delle azioni mareali di Marte che dovrebbe allontanarlo inesorabilmente dal pianeta, ma in tempi talmente lunghi da risultare quasi ininfluente.

## Formazione
L'origine dei satelliti naturali di Marte è una questione ancora aperta, che ha visto contrapporsi prevalentemente due teorie. I due satelliti potrebbero essersi formati per accrezione nel processo che ha condotto anche alla formazione del pianeta Marte, oppure potrebbero essere degli asteroidi catturati.
Per aspetto e composizione, Fobos e Deimos sono stati spesso associati agli asteroidi della fascia principale, tuttavia asteroidi catturati dal pianeta difficilmente sarebbero venuti a trovarsi - pur nei tempi in cui è avvenuta la formazione del sistema solare - sulle attuali orbite percorse dai due oggetti, con eccentricità e inclinazioni quasi nulle. In particolare, la prevista variazione della quota di apocentro di Deimos, piccolo e relativamente lontano da Marte, sembrerebbe richiedere tempi superiori a quelli in cui avrebbe dovuto aver luogo e pone seri limiti a tale teoria, tanto da condurre K. Lambeck nel 1979 a ipotizzare che Deimos fosse in origine molto più massiccio, ricoperto da un ipotetico mantello di ghiaccio che sarebbe successivamente evaporato. Geoffrey Landis nel 2009 ha ripreso l'ipotesi della cattura, ipotizzando alla luce di nuove scoperte sugli asteroidi che Fobos e Deimos fossero lune asteroidali di oggetti delle dimensioni di Cerere o componenti di asteroidi binari a contatto, che si sarebbero avvicinati al pianeta con una velocità d'eccesso iperbolico pressoché nulla. La separazione della coppia avrebbe quindi condotto alla cattura di uno dei due componenti.
Anche il meccanismo previsto per la formazione di satelliti regolari incontra alcune difficoltà, con i due oggetti che sembrerebbero essersi entrambi aggregati in prossimità dell'orbita areosincrona e quindi troppo vicini tra loro rispetto a quanto previsto dal modello. Robert A. Craddock nel 2011 ha proposto che l'impatto di un terzo corpo con il pianeta potrebbe aver lanciato del materiale in orbita che, organizzatosi in un disco, si sarebbe poi riassemblato in una serie di piccoli oggetti, di cui Deimos e Fobos sarebbero gli ultimi superstiti. Il processo di aggregazione da un disco circum-planetario spiegherebbe bene i valori di inclinazione ed eccentricità delle orbite di entrambi mentre le condizioni di bassa gravità ne spiegherebbero le densità. Deimos, in particolare, sarebbe l'unico oggetto a essersi formato oltre l'orbita areosincrona.

## Caratteristiche chimico-fisiche

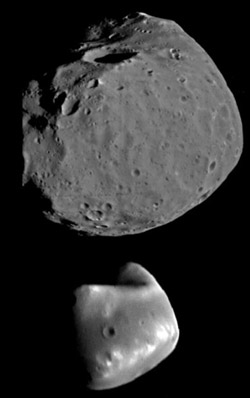
Immagine in scala di Fobos (sopra) e Deimos (sotto)

### Massa e dimensioni
Deimos, come anche Fobos, ha forma irregolare. Dei due, è il secondo per massa e dimensioni. Può essere descritto approssimativamente da un ellissoide di 15 × 12,2 × 10,4 km, cui corrisponde un diametro medio di 12,4 km e un volume di 998 km³. Analizzando le perturbazioni prodotte da Deimos sul moto del Voyager 2 Orbiter e utilizzando le osservazioni astrometriche al 2006 delle sonde Mars Global Surveyor (MGS) e Mars Odyssey, è stata stimata una massa di 1,4762×1015 kg. Da tali informazioni è possibile desumere un valore per la sua densità media, stimata in 1,471×103 kg/m³.
Per confronto Fobos è circa 7 volte più massiccio e circa 6 volte più voluminoso, con una densità media stimata in 1,872×103 kg/m³.

### Composizione
Informazioni sulla composizione di Deimos sono state desunte da rilevazioni spettroscopiche condotte dalla Terra o da sonde in orbita attorno a Marte, perché nessuna missione spaziale ha mai raggiunto la superficie della luna.
Nel corso degli anni settanta è maturata l'ipotesi che Deimos e Fobos, caratterizzati da un valore dell'albedo piuttosto basso e una densità inferiore a 2×103 kg/m³, avessero una composizione analoga agli asteroidi di tipo C (e quindi alle condriti carbonacee) e contenessero, probabilmente, ghiaccio d'acqua al loro interno. Tali dati rafforzavano di conseguenza l'ipotesi che fossero due asteroidi catturati.
Osservazioni condotte negli anni novanta hanno individuato invece una maggiore similitudine con gli asteroidi di tipo D, presenti nella porzione più esterna della fascia principale. Alla fine degli anni duemila sono state condotte nuove osservazioni con lo spettrometro Compact Reconnaissance Imaging Spectrometer for Mars a bordo del Mars Reconnaissance Orbiter. Entrambe le lune presentano terreni caratterizzati da una colorazione rossastra che non mostrano la tipica linea di assorbimento dell'acqua in corrispondenza dei 3 μm; sembra inoltre che possa essere esclusa la presenza in superficie di materiali femici; infine, nella porzione del rosso dello spettro, altrimenti piuttosto piatta, si rileva una riga di assorbimento in prossimità degli 0,65 μm che potrebbe essere associata alla presenza di fillosilicati ferrosi. Ciò confermerebbe le similitudini con gli asteroidi di tipo D e con nuclei cometari estinti.
Altri studi, tuttavia, propongono una spiegazione alternativa, compatibile con l'ipotesi che i due asteroidi si siano formati per accrezione attorno al pianeta. La colorazione rossastra di Deimos e Fobos sarebbe infatti conseguenza dello space weathering e la loro composizione potrebbe trovare delle analogie con quella delle condriti CM. Ciò, inoltre, sarebbe anche compatibile con l'ipotesi che le due lune si siano formate da materiale espulso nello spazio da impatti giganti verificatisi sul pianeta.
La determinazione della composizione di Deimos, così come anche per Fobos, rimane, in buona sostanza, una questione ancora aperta, fortemente correlata a quella dell'origine dei due satelliti.

## Superficie

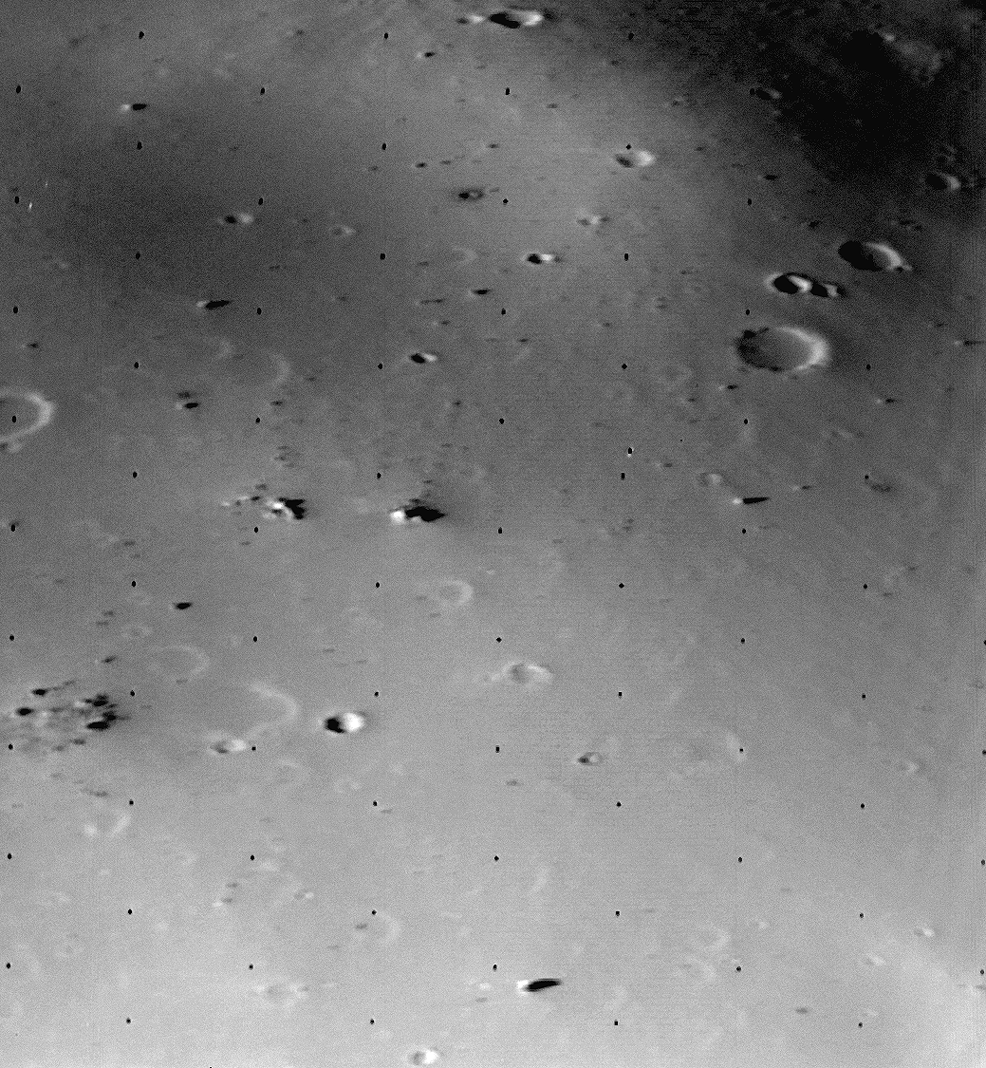
La superficie di Deimos ripresa dalla Viking 2 il 15 ottobre 1977 da una distanza di 30 km

La superficie di Deimos è stata fotografata quasi nella sua interezza. Deimos appare di colore rossastro, con sfumature più chiare che si concentrano sui crinali dei piccoli altopiani e dei rilievi e che sono stati interpretati come dovuti all'affioramento di materiale del substrato meno alterato dallo space weathering (esposto a seguito di fenomeni di scorrimento dello strato superficiale). L'albedo media nel visibile della superficie è stata stimata in 0,068 ± 0,007, con variazioni locali comprese tra 0,06 e 0,09. È stato riscontrato inoltre che l'emisfero "anteriore", che guarda verso la direzione di avanzamento della luna sulla sua orbita, è più chiaro rispetto a quello posteriore di un 10%.
Peculiarmente, la superficie appare molto liscia, sebbene la densità dei crateri sia analoga a quella della superficie di Fobos e degli altipiani lunari. Ciò è dovuto alla presenza di uno spesso strato di regolite che riempie quasi completamente alcuni crateri. Si ritiene inoltre che la formazione di una concavità di circa 10 km di diametro, presente nell'emisfero meridionale, sarebbe responsabile della degradazione della superficie. L'energia sismica prodotta dall'impatto, infatti, propagatasi attraverso tutto l'oggetto sotto forma di onde, avrebbe determinato il crollo delle strutture più piccole. È stato ipotizzato che un meccanismo analogo abbia agito anche su 243 Ida e 433 Eros.
Per il materiale superficiale è stata misurata, attraverso osservazioni radar condotte nel 2005, una densità di (1,1±0,3)×103 kg/m³, dato che conferma che tale strato si componga di una regolite altamente porosa.
Dei crateri di Deimos solo due hanno un nome, Swift e Voltaire; il primo ha un diametro di 1 km, il secondo di circa 2 km.

## Deimos nella cultura
Tra i primi riferimenti letterari a Deimos e Fobos, oltre alle già citate anticipazioni di Swift e Voltaire, vi sono alcune descrizioni del loro moto notturno osservato dalla superficie di Marte. Tra queste sono degne di nota quella molto accurata presente nel capitolo XXII del libro di fantascienza To Mars via the moon: an astronomical story di Mark Wicks del 1911 e quella inserita da Edgar Rice Burroughs nel romanzo Sotto le lune di Marte del 1912.
Deimos è una tappa intermedia di spedizioni umane verso Marte in vari romanzi, tra cui Edison's Conquest of Mars (1897) di Garrett P. Serviss, e Il verde di Marte (Green Mars, 1993) di Kim Stanley Robinson, nel racconto Great Wall of Mars pubblicato nella raccolta Galactic North (2006) di Alastair Reynolds e nel quinto episodio Destination Deimos della prima stagione della serie a cartoni animati Astro Boy (2003).
Inoltre, è talvolta associato ad antiche civiltà extraterrestri come nell'Universo di Noon, ideato dai fratelli Strugackij, e nel romanzo Impatto (2010) di Douglas Preston.